# Křečhoř
Křečhoř település Csehországban, a Kolíni járásban. Křečhoř Velim, Kolín, Břežany I, Radovesnice I, Nová Ves I, Libodřice és Lošany településekkel határos. Lakosainak száma 571 fő (2024. január 1.).

## Népesség
A település lakosságának változását az alábbi diagram mutatja:
| Lakosok száma | 604  | 716  | 720  | 512  | 444  | 416  | 467  | 483  | 529  | 571  |
|               | 1869 | 1890 | 1921 | 1950 | 1980 | 2001 | 2017 | 2019 | 2022 | 2024 |